# Diocèse de Saint-Brieuc
Le diocèse de Saint-Brieuc est un ancien diocèse français dans la province ecclésiastique de Tours supprimé en 1790. Il est remplacé par le diocèse de Saint-Brieuc et Tréguier.